# Jornal Minas
Jornal Minas é um telejornal brasileiro produzido pela Rede Minas. É exibido desde 1988, e atualmente é apresentado por Lorena Amaral na sua 1ª edição e por Aline Scarponi na sua 2ª edição.

## História
O Jornal Minas foi criado em 1988, Desde então teve a participação de vários jornalistas famosos, como Roberta Zampetti, Lair Rennó, Luís Seabra (que foi apresentador do Manchete Rural, na extinta Rede Manchete), etc. A trilha sonora que durou mais tempo no jornal foi a de 2001, feita por Nino Antunes, com tambores e pratos.
Em 2010, a Rede Minas mudou completamente o cenário do jornal, com uma nova trilha de ação, e o cenário mais moderno. Desde então o jornal é apresentado por Renata Marques na primeira edição, e Raquel Capanema na segunda edição.
Houve também a incrementação do Jornal de Sábado, que tinha duração de 20 minutos, com o jornalista Luciano Corrêa, que posteriormente, com a extinção do telejornal, passou a fazer dupla com Raquel Capanema na segunda edição do Jornal Minas.
Em 2017 o telejornal ganhou nova vinheta, cenário novo, mais tempo de duração e novas apresentadoras: Ruth Soares na primeira edição e Lorena Amaral na segunda.
Em 1988, foi um dos programas pioneiros na utilização de linguagem gestual. Além do apresentador, um intérprete possibilitava a comunicação com surdos.

## Informativos
Durante a programação da Rede Minas, é exibido o informativo Repórter da Hora, que mostra a situação do trânsito, os aeroportos, vagas de emprego ou uma notícia urgente.